# Роберт Тейлор (вчений)
Роберт Вільям Тейлор (англ. Robert William Taylor, відомий також як Bob Taylor, 10 лютого 1932 — 13 квітня 2017) — американський науковець, піонер інтернету. очолював колективи, котрі зробили великий внесок у персональний комп'ютер та інші суміжні технології. Був директором ARPA's Information Processing Techniques Office від 1965 до 1969, засновником і згодом менеджером Xerox PARC's Computer Science Laboratory від 1970 до 1983, засновник і мереджер Digital Equipment Corporation's Systems Research Center до 1996.
Тейлор працював на Міністерство оборони США і в 1960-х роках запустив прототип інтернету — Arpanet. Потім він працював в Xerox Palo Alto Research Center (Xerox PARC), де керував командою, яка розробляла персональний комп'ютер, технологію з передачі даних Ethernet і комп'ютерний дисплей.
Під його керівництвом вчені Алан Кей, Батлер Лемпсон і Чак Такер створили персональний комп'ютер Alto. Він був оснащений екраном розміром з аркуш паперу і згодом набув графічний дисплей. Тейлор також брав участь в розробці комп'ютерної миші.
Був відзначений серед іншого Національною медаллю технологій та інновацій та премією Драпера. Тейлор був своїм високим рівнем бачення та винайшов ключ: «Інтернет це не просто технологія; це спілкування і вибір, кои ви натискаєте на будь-яку клавішу. Інтернет з'єднує людей, які поділяють інтереси, ідеї та потреби, незалежно від географії.»

## Молодість
Р.Тейлор народився в м. Даллас (штат Техас) в 1932 році. Його прийомний батько, преподобний Раймонд Тейлор, був служителем протестантської церкви. Тому родина постійно переїжджала, переходячи від приходу до приходу. Пропустивши через це кілька класів Р.Тейлор почав свою вищу освіту в Південному методистському університеті у віці 16 років.
Потім він служив в складі Резерву ВМС США під час Корейської війни (1952—1954), перш ніж повернутися до своїх занять в університеті штату Техас в Остіні. Під час навчання він був "професійним студентом, " беручи курси для задоволення. Для отримання ступеня бакалавра він склав екзамени експериментальної психології (1957), з математики, філософії, англійської мови та релігії. В результаті цього рання кар'єра Р.Тейлора була присвячена досліджень головного мозку та нервової системи.
Згодом він отримав ступінь магістра в галузі психології в Техасі в 1959 році. За словами Тейлора, «Асистенти викладачів у відділі переконували мене, щоб отримати докторський ступінь, але, щоб отримати докторський ступінь в області психології в ті дні, може бути, до сих пір, ви повинні кваліфікуватися і пройти курси з патопсихології, соціальної психології, клінічної психології та психології розвитку, жодна з яких мене не цікавила. Я був зацікавлений у вивченні фізіологічної психології, психоакустиці, тобто частині психології, яка займається дослідженням нервової система, речами, які більше схожі на прикладну фізику та біологію. Так що я не хочу витрачати час на курси в цих інших областях, і тому я сказав, що я не збираюся отримувати звання доктора філософії».
Після закінчення Техаського університету, Р.Тейлор викладав математику і тренувався баскетболу протягом року в Howey академії, навчаючись у підготовчій школі у Флориді. «У мене був чудовий час, але я був дуже бідний», згадував він.
Тому Р.Тейлор перейшов на посаду інженера авіаційної компанії, де була краща зарплата. Він допоміг спроектувати Першинг-1 як інженера старших систем для оборонного підрядника компанії Martin Marietta (1960—1961) в Орландо (штат Флорида). У 1962 році він був запрошений до Управління перспективних досліджень і технологій Національного управління з аеронавтики і дослідження космічного простору (НАСА) як менеджер програми, призначений для пілотованого управління польотом і відображення поділу після подачі пропозицій дослідження для відображення моделювання управління польотом.

## Комп'ютерна кар'єра
Р.Тейлор працював в НАСА у м. Вашингтон, (округ Колумбія). Адміністрація Джона Ф. Кеннеді підтримували наукові проекти, такі як космічна програма Аполлон для пілотованої посадки на Місяць. Наприкінці 1962 р Тейлор зустрів Джозефа Ліклайдера, який очолював Офіс Information Processing в Агентстві перспективних досліджень проекту (ARPA) в Департаменті оборони Сполучених Штатів. Д.Ліклайдер захистив дипломну роботу в психоакустиці. За якою Р.Тейлор написав статтю в 1960 році, передбачаючи нові способи використання комп'ютерів.
Ще один прихильник комп'ютеризації Дуглас Енгельбарт в Стенфордському науково-дослідному інституті в м. Менло-Парк (штат Каліфорнія) фінансував дослідження в технології комп'ютерного дисплея в SRI, які привели Р.Тейлора до створення комп'ютерної миші. Під час публічної демонстрації миші на основі призначеного для користувача інтерфейсу пізніше назвали «Мати Всіх Demos.»
На осінь 1968 року команда Joint Computer Conference в Сан-Франциско в складі Д.Енгельбарта, Білла Інгліша, Джеффа Рулифсона та інших вчених науково-дослідного центру SRI продемонструвала на великому екрані, як можна віддалено управляти комп'ютером в місті Менло-парк, сидячи на сцені в Сан-Франциско, використовуючи його мишу

### ARPA
У 1965 році Р.Тейлор переїхав з НАСА в ARPA, спочатку на посаду заступника Айвена Сазерленда, де фінансувались кілька великих програм в області передових досліджень в області обчислювальної техніки в великих університетах і корпоративних науково-дослідних центрах по всій території Сполучених Штатів. Серед комп'ютерних проектів, підтримуваних ARPA був Розподіл часу, в якій багато користувачів можуть працювати на терміналах, щоб розділити один великий комп'ютер. Користувачі можуть працювати в інтерактивному режимі, замість того, щоб використовувати перфокарти або перфострічки. В офісі Р.Тейлора в Пентагоні був термінал, підключений до розподілу часу в Массачусетському технологічному інституті, термінал підключений до Berkeley Timesharing System в Університеті Каліфорнії, Берклі і ще один в Корпорації розвитку системи в м. Санта-Моніка (Каліфорнія). Він зауважив, що кожна система була доступна співтовариству користувачів, але була ізольована від інших громад.
Р.Тейлор сподівався побудувати комп'ютерну мережу для підключення всіх ARPA-спонсорованих проектів, щоб повідомляти все з них через один термінал. Сазерленд повернувся на посаду викладача, а в червні 1966 року Тейлор був офіційно директором Офісу Information Processing Techniques Office (IPTO), де він керував проектом ARPANET до 1969 року.
Р.Тейлор переконав директора ARPA Чарльза Херзфелда, профінансувати мережевий проект в лютому 1966 року і найняв Лоуренса Робертса з MIT Lincoln Laboratory, щоб бути її першим керівником програми.
Ліклідер продовжував забезпечувати керівництво і Веслі Кларк запропонував використовувати виділений комп'ютер Interface Processor Message на кожному вузлі мережі замість централізованого управління. ARPA випустив запит котирувань (оголошення), щоб побудувати систему, яка була присуджена Bolt Beranek і Ньюман (BBN Technologies). ATT Bell Labs і IBM Research були запрошені, але не були зацікавлені. На ключовий зустрічі в 1967 році більшість учасників пручалися тестуванню нової мережі; вони думали, що це призведе до уповільнення їх досліджень.
У 1970 році Тейлор переїхав в м. Пало-Альто (Каліфорнія), як виявилось, для свого наступного історичного завдання.

### Xerox
Жером I. Елкінд з BBN була найнята Джорджем Пейковим, щоб спільно управляти комп'ютерним Systems Laboratory (CSL) в новій компанії Palo Alto Research Center з Корпорації Xerox.
Технології, розроблені в PARC в період з 1970 по 1983 роки, були спрямовані на розвиток ARPAnet, що стало застосовуватись згодом в Інтернеті, а також системи, які підтримують сучасні персональні комп'ютери. Вони включали:
- Потужний персональний комп'ютер (метод Xerox Alto) з віконними дисплеями і графічними призначених для користувача інтерфейсами, які були основою Macintosh.
- Ethernet, які мережі на локальні комп'ютери будівлі або кампуса; і перша Інтернет, мережа, яка підключена до мережі Ethernet до утилізаційної ПУП ARPAnet (PARC універсальний протокол), попередник TCP/IP.
- Електроніка та програмне забезпечення, які привели до появи лазерного принтера і графічних програм, які дозволили Джону Уорноку і Чаку Гешко створити Adobe Systems.
- "Що ви-бачите-те-ви-отримуєте ([[] WYSIWYG — What you see is what you get]) програми обробки текстів, таких як Bravo, які Чарльз Сімоні взяв до Microsoft, що стало основою для Microsoft Word.

Після однієї з тривалих відсутностей Елкінда, Р.Тейлор став офіційним менеджером лабораторії на початку 1978 року. У 1983 році інтегрований фахівець схеми Вільям Спенсер став директором PARC. Спенсер і Тейлор погодилися на бюджетні асигнування на CSL і, що найважливіше, дослідження проводити в PARC (інформатика в порівнянні з фізикою, наприклад), і розчаруванням CSL з нездатністю компанії Xerox розпізнавати і використовувати те, що вони були розроблені. Тейлор і більшість дослідників CSL покинув Xerox.

### Група SRC
Керівництво Xerox не змогли переконатися в можливості персональних комп'ютерів, і дослідники пішли з компанії. Р.Тейлор був найнятий Кеном Олсеном з Digital Equipment Corporation, і сформували Центр системних досліджень SRC в Пало-Альто. Багато з колишніх дослідників CSL прийшов працювати в SRC. Серед проектів в ДКЗ були мова програмування Modula-3; кеш, що слідкує, як використовується в багатопроцесорній робочій станції Firefly; перша багатопотокова система Unix; перший редактор інтерфейсу користувача і мережева система Window.

## Відставка і смерть
Р.Тейлор пішов у відставку в 1996 році і жив в м. Вудсайд (Каліфорнія) до його смерті.
У 2000 році він висловив два побоювання з приводу майбутнього Інтернету: контроль і доступ. За його словами:
 Велика кількість людей в Інтернеті є більшою загрозою, ніж на шосе. Можливо, доведеться сформувати мережу, які буде відтворювати себе, яку дуже важко або неможливо буде вбити. Я хочу, щоб кожен має право використовувати його, але там повинен бути якийсь спосіб застрахувати себе від відповідальності. 
 
 Чи буде вона вільно доступною для всіх? Якщо ні, то це буде великим розчаруванням.
13 квітня 2017 року, Роберт Тейлор помер в своєму будинку в Вудсайд, Каліфорнія. Його син сказав, що він страждав на хворобу Паркінсона та інші проблеми зі здоров'ям.

## Нагороди
- Національна медаль технологій та інновацій
- Draper премія[5].